# Batalla de Saint Mary´s Church

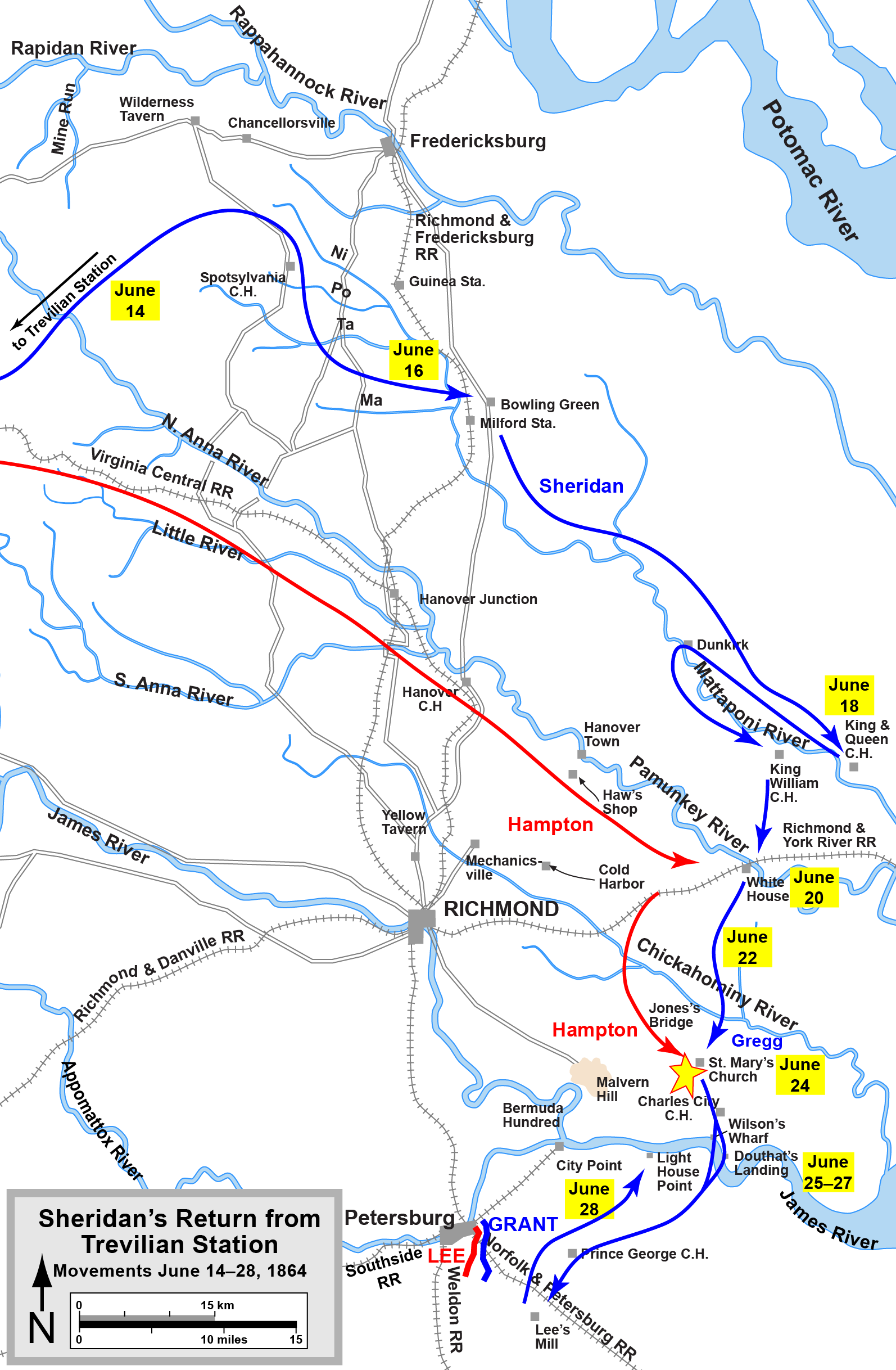
La batalla de St. Mary´s Church
Confederación
Unión

La batalla de Saint Mary’s Church fue una batalla de caballería de la guerra civil americana, que se libró el 24 de junio de 1864, como parte de la campaña de Overland del general de la Unión Ulysses S. Grant contra el ejército del norte de Virginia comandado por el general Robert E. Lee. 

## Antecedentes
La caballería de Sheridan fallaron en su incursión para destruir las líneas de suministros en el norte de Virginia, incluido el centro de ferrocarriles en Gordonsville, para luego encontrarse con el general Hunter en Charlottesville, porque la caballería confederada bajo el mando de Wade Hampton los detuvo en Trevilian Station. Por ello se retiraron de allí para encontrarse otra vez con el general Grant al otro lado del río James, mientras que Hampton les perseguía.

## La batalla
El 24 de junio, la caballería del general Wade Hampton finalmente consiguió alcanzar a la caballería unionista. Entonces intentó cortar la retirada de la caballería del general Sheridan que estaba de camino hacia el río James. Durante el enfrentamiento, Hampton estaba en ese momento en superioridad numérica. 
Por ello, Sheridan luchó a través de una acción de demora y retirada para proteger también un tren de suministros prolongado bajo su protección. La lucha continuó hasta la llegada de la noche y tuvo éxito al respecto, aunque tuvo también que retirarse ordenadamente durante todo el día. Después se unió al ejército de la Unión cruzando el río James sin que los confederados pudieron evitarlo, que luego tuvieron que irse bajo órdenes del general Lee a Petersburg para defenderlo del general Grant y dejar así la persecución y con ello la oportunidad de atacar los refuerzos de la Unión hacia el río James. 

## Consecuencias
Las tropas de Sheridan escaparon relativamente intactos de su incursión con el conocimiento de haber contribuido al éxito de Grant en cruzar el río James con sus acciones. La batalla de Saint Mary´s Church fue también la última batalla de la campaña de Overland. En ella la Confederación perdió la última oportunidad de poder revertir la situación en el río James. De esa manera el asedio de Petersburg empezó plenamente y con ello el principio del fin de la Confederación.